# 금고기관

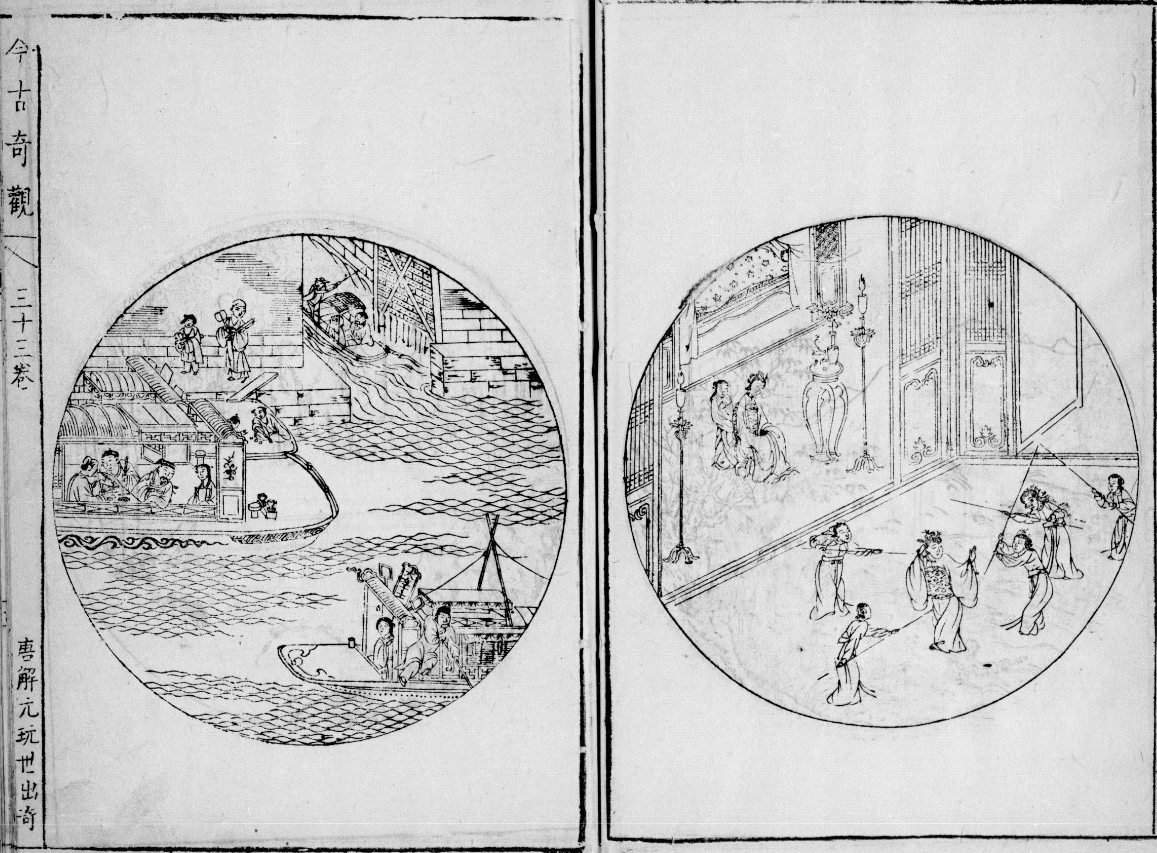

《금고기관(今古奇觀)》은 명말의 통속 단편소설집으로, 편자는 포옹노인(抱甕老人)이다. <삼언>에서 29편, <이박>에서 11편, 계 40편을 선정한 것인데, 이 책은 청(淸)조에 들어와 유행했다. 삼언·이박이 약간 팽대한 점이 있기는 하나, 그것은 편자의 안목의 정확성을 말하는 것으로서, 삼언·이박을 화본의 집대성이라고 한다면 《금고기관》은 그 정수(精粹)라고 하겠다. 거의가 명대의 작품으로 추정되는 각 편에는 겨우 실력을 갖게 된 서민의 생기 있는 모습이 그려져 있다.

## 배경
‘삼언’과 ‘양박’의 선집본인 ≪금고기관≫에는 모두 40편의 작품이 수록되어 있다. 원래 ‘삼언’에 수록된 작품은 총 120편, ‘양박’에 수록된 작품 총 80편, 이 두 작품을 합하면 모두 200편으로 방대한 분량이다. ≪금고기관≫은 ‘삼언’에서 29편, ‘양박’에서 11편을 뽑아 수록하고 있어, 각각 전체의 73퍼센트, 27퍼센트 정도로 ‘삼언’ 작품이 높은 비중을 차지하고 있다. 구체적으로 말하면 ≪유세명언≫에서 8편, ≪경세통언≫에서 10편, ≪성세항언≫에서 11편, ≪박안경기≫에서 8편, ≪이각박안경기≫ 3편으로 작품집마다 비교적 고르게 선별하고 있다. 편집자인 포옹노인(抱甕老人)은 당시 독자들의 취향과 작품성, 주제 의식 등을 두루 고려해 작품을 신중히 선택했을 것이다. 그는 송·원 대 것으로 추정되는 작품은 배제하고 명 대에 새로 창작된 작품만을 선별하고 있으며, 일부 내용을 약간 수정하고 윤색한 부분도 있지만 거의 대부분은 원래의 모습 그대로 수록하고 있다.
≪금고기관≫의 편집자는 독자들의 관심과 취향, 작품성, 주제 의식 등을 고려해 작품을 선별했을 것으로 생각되는데, 서문을 통해서도 그것을 대략 짐작해 볼 수 있다. “다양한 인정세태, 슬픔과 기쁨, 이별과 만남 등을 잘 묘사하고 있어 신기한 내용에 탄복하고 깊은 감동을 주며, 해피엔딩으로 끝나 풍속을 교화한다.” “수집한 작품 수는 많지만 어찌 사건이 다 기이할 수 있겠는가?” “무릇 세상에서 정말로 기이한 것은 평범함에서 벗어나지 않은 것이 없다.” “이야기를 듣는 자는 슬퍼하거나 탄식하고 기뻐하기도 하고 놀라기도 한다. 선한 자는 권면함을 깨닫고 악한 자라도 점차 부끄러움과 두려움을 느끼니 이야기를 통해 아름다운 교화를 이룰 수 있다. 매우 기이한 이야기로 사람들을 감동시키고 지극히 상식적인 내용으로 사람들을 가르치는 것이다.” 이런 내용을 보면 우선 줄거리가 황당하지 않은 평범한 내용이면서 곡절이 있고 신선한 작품을 뽑았음을 알 수 있다. 다음으로 인과응보적인 결말, 해피엔딩의 결말로 풍속을 교화하고 감동을 주는 이야기를 선별했음을 알 수 있다.